# Sector de sección
Con Sector de sección (abreviado en: SR di SZ) se indica un particular macizo alpino individualizado por la SOIUSA.
La SOIUSA define 36 secciones en la cadena alpina. A veces para una mejor correspondencia con otras clasificaciones y por un mayor respeto a las diversas definiciones de los grupos alpinos creadas antes de la normal subdivisión de las secciones en subsecciones una posterior subdivisión en sectores de sección.

## Lista
A continuación se encuentra la lista de los treinta y un sectores individualizados por la SOIUSA.
1. Alpes Septentrionales del Delfinado (Alpes del Delfinado)
2. Alpes Centrales del Delfinado  (Alpes del Delfinado)
3. Alpes Meridionales del Delfinado (Alpes del Delfinado)
4. Prealpes Orientales del Delfinado (Prealpes del Delfinado)
5. Prealpes Septentrionales del Delfinado (Prealpes del Delfinado)
6. Prealpes Occidentales del Delfinado (Prealpes del Delfinado)
7. Alpes Grayos Meridionales (Alpes Grayos)
8. Alpes Grayos Septentrionales (Alpes Grayos)
9. Prealpes nororientales de Saboya (Prealpes de Saboya)
10. Prealpes sudoccidentales de Saboya (Prealpes de Saboya)
11. Alpes Peninos Occidentales (Alpes Peninos)
12. Alpes Peninos Orientales (Alpes Peninos)
13. Prealpes Suizos Occidentales (Prealpes suizos)
14. Prealpes Suizos Centrales (Prealpes suizos)
15. Prealpes Suizos Orientales (Prealpes suizos)
16. Alpes Réticos sudoccidentales (Alpes réticos occidentales)
17. Alpes Réticos nordoccidentales (Alpes réticos occidentales)
18. Prealpes Occidentales de Estiria (Prealpes de Estiria)
19. Prealpes Centro-orientales de Estiria (Prealpes de Estiria)
20. Alpes Calizos del Tirol septentrional occidentales (Alpes calizos del Tirol septentrional)
21. Alpes Calizos del Tirol septentrional centrales (Alpes calizos del Tirol septentrional)
22. Alpes Calizos del Tirol septentrional orientales (Alpes calizos del Tirol septentrional)
23. Alpes Bávaros Occidentales (Alpes Bávaros)
24. Prealpes Bávaros (Alpes Bávaros)
25. Alpes Bávaros Orientales (Alpes Bávaros)
26. Alpes del Salzkammergut (Alpes del Salzkammergut y de Alta Austria)
27. Prealpes de la Alta Austria  (Alpes del Salzkammergut y de Alta Austria)
28. Alpes del Ortles y del Val de Non (Alpes Réticos meridionales)
29. Alpes del Adamello y de Brenta (Alpes Réticos meridionales)
30. Dolomitas Orientales (Dolomitas)
31. Dolomitas Occidentales (Dolomitas)